# Jimmy Conway
Jimmy Conway (Dublino, 10 agosto 1946 – 14 febbraio 2020) è stato un calciatore irlandese, di ruolo centrocampista.

## Carriera

### Club
Durante la sua carriera ha vestito le casacche di Bohemians, Fulham, Manchester City e Portland Timbers. Dopo aver giocato un paio d'anni in patria, nel 1966 il Fulham acquista le sue prestazioni e Conway vive una doppia retrocessione dalla prima alla terza divisione inglese tra il 1968 e il 1970, suo miglior anno in termini realizzativi con 21 centri in 46 sfide di campionato. Ritornato in seconda categoria nel 1972, Conway rimane a Londra fino al 1976, quando il centrocampista irlandese si trasferisce al Manchester City, nella massima serie inglese. Con i Citizens arriva al secondo posto in campionato, decidendo di tentare l'avventura negli States e ritirandosi nel 1980.

### Nazionale
Esordisce il 23 ottobre 1966 contro la Spagna (0-0). Il 10 maggio 1971 segna una rete nella sconfitta contro l'Italia (1-2), in una sfida valida per le qualificazioni agli Europei 1972. Inizialmente uscito dal giro della Nazionale nel 1971, è stato richiamato nel 1974 e vi ha giocato gioca sino al 1977. Termina la sua avventura con la selezione irlandese totalizzando 20 presenze e 3 reti in undici anni.

## Statistiche

### Cronologia presenze e reti in nazionale
| Cronologia completa delle presenze e delle reti in nazionale ― Irlanda | Cronologia completa delle presenze e delle reti in nazionale ― Irlanda | Cronologia completa delle presenze e delle reti in nazionale ― Irlanda | Cronologia completa delle presenze e delle reti in nazionale ― Irlanda | Cronologia completa delle presenze e delle reti in nazionale ― Irlanda | Cronologia completa delle presenze e delle reti in nazionale ― Irlanda | Cronologia completa delle presenze e delle reti in nazionale ― Irlanda | Cronologia completa delle presenze e delle reti in nazionale ― Irlanda |
| Data                                                                   | Città                                                                  | In casa                                                                | Risultato                                                              | Ospiti                                                                 | Competizione                                                           | Reti                                                                   | Note                                                                   |
| ---------------------------------------------------------------------- | ---------------------------------------------------------------------- | ---------------------------------------------------------------------- | ---------------------------------------------------------------------- | ---------------------------------------------------------------------- | ---------------------------------------------------------------------- | ---------------------------------------------------------------------- | ---------------------------------------------------------------------- |
| 23-10-1966                                                             | Dublino                                                                | Irlanda                                                                | 0 – 0                                                                  | Spagna                                                                 | Qual. Euro 1968                                                        | -                                                                      |                                                                        |
| 16-11-1966                                                             | Dublino                                                                | Irlanda                                                                | 2 – 1                                                                  | Turchia                                                                | Qual. Euro 1968                                                        | -                                                                      |                                                                        |
| 7-12-1966                                                              | Valencia                                                               | Spagna                                                                 | 2 – 0                                                                  | Irlanda                                                                | Qual. Euro 1968                                                        | -                                                                      |                                                                        |
| 22-11-1967                                                             | Praga                                                                  | Cecoslovacchia                                                         | 1 – 2                                                                  | Irlanda                                                                | Qual. Euro 1968                                                        | -                                                                      |                                                                        |
| 10-11-1968                                                             | Dublino                                                                | Irlanda                                                                | 2 – 2                                                                  | Austria                                                                | Amichevole                                                             | -                                                                      |                                                                        |
| 8-6-1969                                                               | Dublino                                                                | Irlanda                                                                | 1 – 2                                                                  | Ungheria                                                               | Qual. Mondiali 1970                                                    | -                                                                      |                                                                        |
| 21-9-1969                                                              | Dublino                                                                | Irlanda                                                                | 1 – 1                                                                  | Scozia                                                                 | Amichevole                                                             | -                                                                      |                                                                        |
| 7-10-1969                                                              | Praga                                                                  | Cecoslovacchia                                                         | 3 – 0                                                                  | Irlanda                                                                | Qual. Mondiali 1970                                                    | -                                                                      |                                                                        |
| 15-11-1969                                                             | Dublino                                                                | Irlanda                                                                | 1 – 1                                                                  | Danimarca                                                              | Qual. Mondiali 1970                                                    | -                                                                      |                                                                        |
| 5-11-1969                                                              | Budapest                                                               | Ungheria                                                               | 4 – 0                                                                  | Irlanda                                                                | Qual. Mondiali 1970                                                    | -                                                                      |                                                                        |
| 6-5-1970                                                               | Poznań                                                                 | Polonia                                                                | 2 – 1                                                                  | Irlanda                                                                | Amichevole                                                             | -                                                                      | 46’                                                                    |
| 9-5-1970                                                               | Berlino                                                                | Germania Ovest                                                         | 2 – 1                                                                  | Irlanda                                                                | Amichevole                                                             | -                                                                      |                                                                        |
| 10-5-1971                                                              | Dublino                                                                | Irlanda                                                                | 1 – 2                                                                  | Italia                                                                 | Qual. Euro 1972                                                        | 1                                                                      |                                                                        |
| 14-5-1971                                                              | Dublino                                                                | Irlanda                                                                | 1 – 4                                                                  | Austria                                                                | Qual. Euro 1972                                                        | -                                                                      |                                                                        |
| 8-5-1974                                                               | Montevideo                                                             | Uruguay                                                                | 2 – 0                                                                  | Irlanda                                                                | Amichevole                                                             | -                                                                      |                                                                        |
| 12-5-1974                                                              | Montevideo                                                             | Cile                                                                   | 1 – 2                                                                  | Irlanda                                                                | Amichevole                                                             | 1                                                                      |                                                                        |
| 11-3-1975                                                              | Dublino                                                                | Irlanda                                                                | 1 – 0                                                                  | Germania Ovest                                                         | Amichevole                                                             | 1                                                                      | 65’                                                                    |
| 24-3-1976                                                              | Dublino                                                                | Irlanda                                                                | 3 – 0                                                                  | Norvegia                                                               | Amichevole                                                             | -                                                                      |                                                                        |
| 26-5-1976                                                              | Poznań                                                                 | Polonia                                                                | 0 – 2                                                                  | Irlanda                                                                | Amichevole                                                             | -                                                                      | 46’                                                                    |
| 24-4-1977                                                              | Dublino                                                                | Irlanda                                                                | 0 – 0                                                                  | Polonia                                                                | Amichevole                                                             | -                                                                      |                                                                        |
| Totale                                                                 |                                                                        | Presenze                                                               | 20                                                                     |                                                                        | Reti                                                                   | 3                                                                      |                                                                        |

## Palmarès

### Club

#### Competizioni regionali
- Leinster Senior Cup: 1

Bohemians: 1965-1966